# Căn cứ Hội An
Căn cứ Hội An là căn cứ quân sự cũ của Thủy quân lục chiến Hàn Quốc (ROKMC) và Quân lực Việt Nam Cộng hòa (QLVNCH) tọa lạc ở Hội An, tỉnh Quảng Nam, Việt Nam Cộng hòa.

## Lịch sử
Căn cứ này nằm ngay phía bắc phố cổ Hội An và cách Đà Nẵng 22 km về phía đông nam.
Tiểu đoàn Công binh Hải quân 58 khởi công khu căn cứ này vào ngày 1 tháng 3 năm 1968 trong sứ mệnh xây dựng Seabee đơn lẻ lớn nhất thời chiến tranh Việt Nam. Khi quá trình thi công hoàn thành vào ngày 21 tháng 6 năm 1968, khu phức hợp căn cứ bao gồm hơn 1300 công trình và có sức chứa hơn 8000 người.
Tiểu đoàn 3, Trung đoàn 21 Bộ binh từng đóng quân tại đây từ tháng 6 đến tháng 7 năm 1968

## Hiện tại
Căn cứ này phần lớn hiện nay đã được chuyển đổi thành khu nhà ở và nghĩa trang lớn thuộc Quân Giải phóng miền Nam Việt Nam/Quân đội Nhân dân Việt Nam.